# Fête de l’Humanité

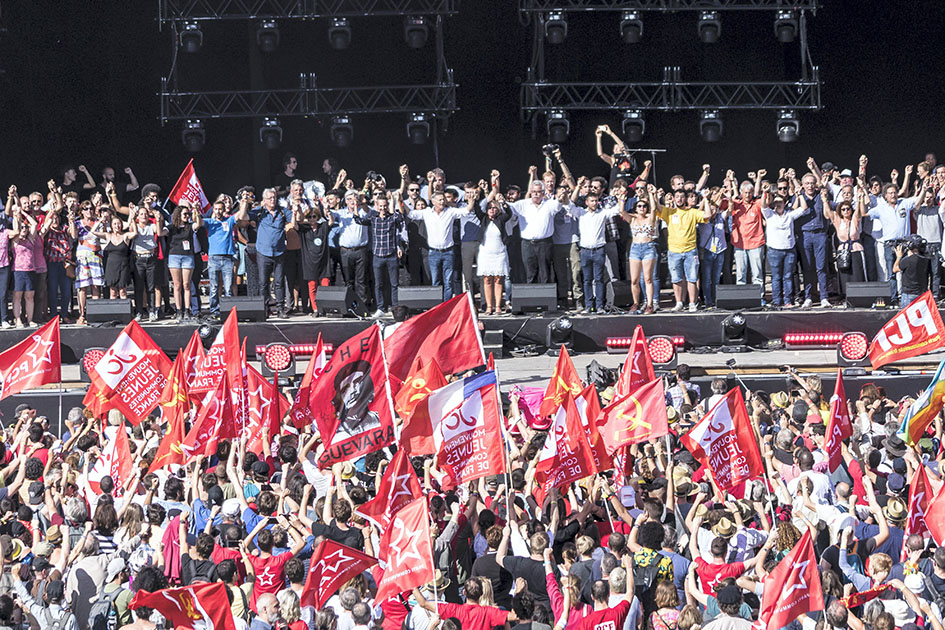
Abschluss einer Kundgebung mit dem PCF-Nationalsekretär Fabien Roussel, 2019

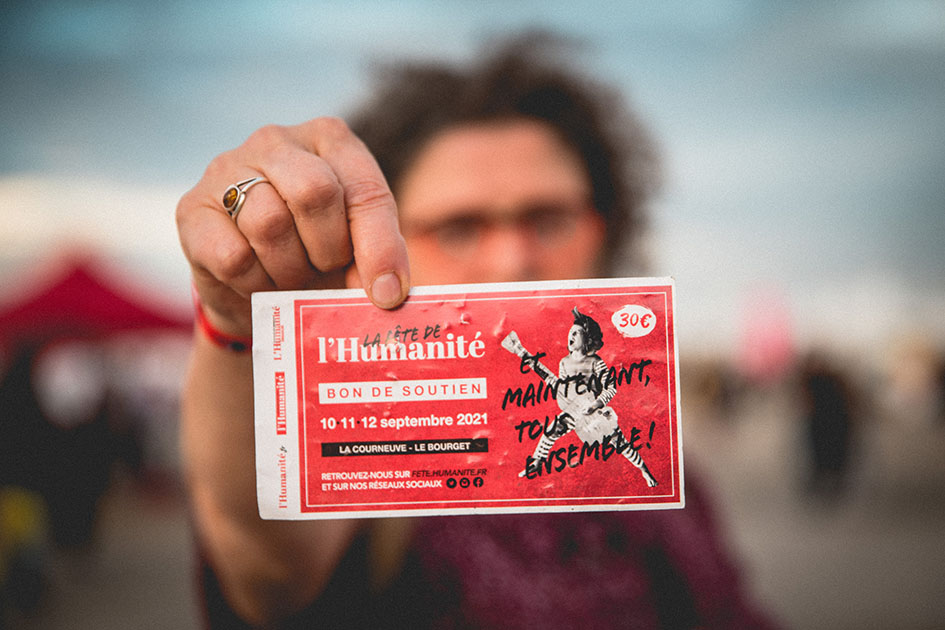
Eintrittskarte 2021

Als fête de l’Humanité, umgangssprachlich fête de l’Huma bezeichnet man in  Frankreich die alljährlich am zweiten Wochenende im September stattfindenden Pressefeste zugunsten der linken Zeitung L’Humanité. Sie mobilisieren alljährlich Hunderttausende von Zuschauern bzw. Teilnehmern.

## Geschichte
Das erste Fest der Humanité fand im September 1930 im Park Sacco und Vanzetti in Bezons statt. Es ging darum, die Verbreitung des damaligen Zentralorgans der Französischen Kommunistischen Partei (PCF) zu erhöhen und einen Überschuss zu erzielen, der der Zeitung zugutekommen sollte, sowie streikende Bergleute zu unterstützen. Der Erfolg war zunächst bescheiden, es kamen nur etwa 1000 zahlende Besucher.
Das Fest wurde aber fortgesetzt und 1936 zur Zeit des Front populaire fanden die ersten großen Konzerte statt. Es kamen über 300.000 Besucher. Nach kriegsbedingter Unterbrechung fand sich 1945 etwa eine Million Menschen im Bois de Vincennes ein, wo das Fest bis inklusive 1956 seinen Standort hatte. Dann fand es an verschiedenen Orten im Bereich der Banlieue rouge statt.
Das Fest ist heute in verschiedene „Räume“ gegliedert, mit Musikbühnen, einem „Bücherdorf“, Ständen verschiedener politischer Organisationen und befreundeter linker Bewegungen, Kunstausstellungen etc.
Zu den berühmten Künstlern und Schriftstellern, die sich auf dem Fest präsentierten, zählen Pablo Picasso, Louis Aragon, musikalische Auftritte auf der großen Bühne absolvierten unter anderem Léo Ferré, Stevie Wonder, Pink Floyd, The Who, Deep Purple, Jacques Brel, Noir Désir, Johnny Hallyday, Renaud, Chuck Berry, Jacques Dutronc, Leonard Cohen und Joan Baez.
Das Fest hatte nach 1945 Vorbildwirkung für gleichartige Veranstaltungen in Italien (Festa de L’Unità) und das Wiener Volksstimmefest.
Es finden auch kleinere Feste gleichen Namens in verschiedenen französischen Provinzstädten statt.